# Lutas nos Jogos Olímpicos de Verão de 2024 - Livre até 68 kg feminino
A categoria livre até 68 kg feminino das lutas nos Jogos Olímpicos de Verão de 2024 foi realizada no Grand Palais Éphémère em Paris, França, em 5 e 6 de agosto de 2024. Um total de 16 lutadoras, cada uma representando um Comitê Olímpico Nacional (CON), participaram do evento.

## Qualificação
Dezesseis vagas de cota estavam disponíveis, com cada CON restrito a no máximo uma vaga. Foram atribuídas cinco vagas no Campeonato Mundial de Luta de 2023, entre 16 e 24 de setembro em Belgrado, na Sérvia. As finalistas de cada categoria nos quatro torneios de qualificação continentais (Ásia, Europa, Américas e o combinado África e Oceania) também receberam vagas de cota. O restante das vagas foi alocado no Torneio de Qualificação Olímpica de 2024, oferecendo um mínimo de três cotas.

## Calendário
Horário local (UTC+2)
| Data                | Horário | Fase                |
| ------------------- | ------- | ------------------- |
| 5 de agosto de 2024 | 15:00   | Fases eliminatórias |
| 5 de agosto de 2024 | 21:00   | Semifinais          |
| 6 de agosto de 2024 | 11:00   | Repescagem          |
| 6 de agosto de 2024 | 20:50   | Finais              |

## Medalhistas
| Ouro   | USA Amit Elor                             |
| Prata  | KGZ Meerim Zhumanazarova                  |
| Bronze | TUR Buse Tosun Çavuşoğlu JPN Nonoka Ozaki |

## Resultados
A competição foi realizada em dois dias até a definição dos medalhistas:
Legenda
- F — Vitória por queda.

### Chave principal
|  | Oitavas de final          | Oitavas de final          | Oitavas de final |  |  | Quartas de final         | Quartas de final         | Quartas de final         |   |                        | Semifinais             | Semifinais    | Semifinais |  |  | Final | Final | Final |
|  |                           |                           |                  |  |  |                          |                          |                          |   |                        |                        |               |            |  |  |       |       |       |
|  | TUR Buse Tosun Çavuşoğlu  | TUR Buse Tosun Çavuşoğlu  | 2                |  |  |                          |                          |                          |   |                        |                        |               |            |  |  |       |       |       |
|  | USA Amit Elor             | USA Amit Elor             | 10               |  |  | USA Amit Elor            | USA Amit Elor            | 8                        |   |                        |                        |               |            |  |  |       |       |       |
|  | POL Wiktoria Chołuj       | POL Wiktoria Chołuj       | 10               |  |  | POL Wiktoria Chołuj      | POL Wiktoria Chołuj      | 0                        |   |                        |                        |               |            |  |  |       |       |       |
|  | CHN Zhou Feng             | CHN Zhou Feng             | 3                |  |  |                          |                          |                          |   | USA Amit Elor          | USA Amit Elor          | 10            |            |  |  |       |       |       |
|  | UKR Tetiana Rizhko        | UKR Tetiana Rizhko        | 4                |  |  |                          | PRK Pak Sol-gum          | PRK Pak Sol-gum          | 0 |                        |                        |               |            |  |  |       |       |       |
|  | IND Nisha Dahiya          | IND Nisha Dahiya          | 6                |  |  | IND Nisha Dahiya         | IND Nisha Dahiya         | 8                        |   |                        |                        |               |            |  |  |       |       |       |
|  | PRK Pak Sol-gum           | PRK Pak Sol-gum           | 10               |  |  | PRK Pak Sol-gum          | PRK Pak Sol-gum          | 10                       |   |                        |                        |               |            |  |  |       |       |       |
|  | MDA Irina Rîngaci         | MDA Irina Rîngaci         | 6                |  |  |                          |                          |                          |   |                        | USA Amit Elor          | USA Amit Elor | 3          |  |  |       |       |       |
|  | FRA Koumba Larroque       | FRA Koumba Larroque       | 6                |  |  |                          | KGZ Meerim Zhumanazarova | KGZ Meerim Zhumanazarova | 0 |                        |                        |               |            |  |  |       |       |       |
|  | NZL Tayla Ford            | NZL Tayla Ford            | 0                |  |  | FRA Koumba Larroque      | FRA Koumba Larroque      | 2                        |   |                        |                        |               |            |  |  |       |       |       |
|  | CAN Linda Morais          | CAN Linda Morais          | 2                |  |  | NGR Blessing Oborududu   | NGR Blessing Oborududu   | 6                        |   |                        |                        |               |            |  |  |       |       |       |
|  | NGR Blessing Oborududu    | NGR Blessing Oborududu    | 8                |  |  |                          |                          |                          |   | NGR Blessing Oborududu | NGR Blessing Oborududu | 1             |            |  |  |       |       |       |
|  | VEN Soleymi Caraballo     | VEN Soleymi Caraballo     | 0                |  |  |                          | KGZ Meerim Zhumanazarova | KGZ Meerim Zhumanazarova | 3 |                        |                        |               |            |  |  |       |       |       |
|  | JPN Nonoka Ozaki          | JPN Nonoka Ozaki          | 10               |  |  | JPN Nonoka Ozaki         | JPN Nonoka Ozaki         | 6                        |   |                        |                        |               |            |  |  |       |       |       |
|  | KGZ Meerim Zhumanazarova  | KGZ Meerim Zhumanazarova  | 8                |  |  | KGZ Meerim Zhumanazarova | KGZ Meerim Zhumanazarova | 8                        |   |                        |                        |               |            |  |  |       |       |       |
|  | MGL Enkhsaikhan Delgermaa | MGL Enkhsaikhan Delgermaa | 3                |  |  |                          |                          |                          |   |                        |                        |               |            |  |  |       |       |       |

### Repescagem
|  | Repescagem                | Repescagem                | Repescagem |  | Disputa pelo bronze      | Disputa pelo bronze      | Disputa pelo bronze |  |  |  |  |
|  |                           |                           |            |  |                          |                          |                     |  |  |  |  |
|  | TUR Buse Tosun Çavuşoğlu  | TUR Buse Tosun Çavuşoğlu  | 4          |  | TUR Buse Tosun Çavuşoğlu | TUR Buse Tosun Çavuşoğlu | 4                   |  |  |  |  |
|  | POL Wiktoria Chołuj       | POL Wiktoria Chołuj       | 3          |  | PRK Pak Sol-gum          | PRK Pak Sol-gum          | 2                   |  |  |  |  |
|  |                           |                           |            |  |                          |                          |                     |  |  |  |  |
|  | MGL Enkhsaikhan Delgermaa | MGL Enkhsaikhan Delgermaa | 0          |  | JPN Nonoka Ozaki         | JPN Nonoka Ozaki         | 3                   |  |  |  |  |
|  | JPN Nonoka Ozaki          | JPN Nonoka Ozaki          | 6          |  | NGR Blessing Oborududu   | NGR Blessing Oborududu   | 0                   |  |  |  |  |